# Колобово (Кашинский район)
Колобово — опустевшая деревня в Кашинском городском округе Тверской области.

## География
Находится в юго-восточной части Тверской области на расстоянии приблизительно 15 км на восток-юго-восток по прямой от города Кашин.

## История
Деревня была показана ещё на карте 1825 года. В 1859 году здесь (деревня Кашинского уезда) было учтено 10 дворов, в 1978 — 4. До 2018 года входила в состав ныне упразднённого Карабузинского сельского поселения.

## Население
Численность населения: 67 человек (1859 год), 0 как в 2002 году, так и в 2010.